# Йордан, Генрик
Генрик Йордан (пол. Henryk Jordan; 23 июля 1842, Пшемысль, Галиция, Австро-Венгрия — 18 мая 1907, Краков) — польский общественный деятель, учёный-медик, пионер современного физического воспитания в Польше. Доктор медицины (с 1870), профессор гинекологии и акушерства (с 1895) Ягеллонского университета. Создатель направления в воспитании детей и юношества — так называемого йордановского движения.

## Биография
Популяризатор спортивных игр на свежем воздухе и спорта среди молодежи. Выступал за обязательное введение занятий гимнастикой в школах, в 1888 создал в Кракове Городской парк (теперь Парк Йордана) — первый в Польше и один из первых в Европе общественных парков для игр и занятий спортом молодежи (открыт в 1889). Генрик Йордан проводил в парке на специально отведённых для этого местах образовательные программы для детей и подростков по польской истории, которые получили впоследствии название «Йордановский сад». Последователи Генрика Йордана стали создавать в Польше подобные парки. В 1971 году в Польше насчитывалось уже 1865 таких парков, которыми пользовались почти 200 тысяч детей. Сегодня специальное место на открытом воздухе для обучения детей под названием «Йордановский сад», хотя и приобрело иное значение, закрепилось в образовательном лексиконе польских педагогов.
Автор ряда медицинских и популяризаторских публикаций, учебников, в том числе:
- «Nauka położnictwa dla użytku położnych» (1872)
- «Nauka położnictwa dla użytku uczniów i lekarzy. Dział I, Fizjologia i dietetyka ciąży, porodu i połogu» (1881).
- «Jakiem postępowaniem można gorączce połogowej zapobiedz?» (1884)
- «Nauka o położnictwie dla użytku uczniów i lekarzy» (1908) и др.

Руководил Краковским гинекологическим обществом и Врачебным союзом (Краков). Организатор Общества опеки здоровья и Общества врачебной самопомощи.
Создал и редактировал газету «Гигиенический обзор» в Польше. Избирался послом (депутатом) в Галицкий сейм.
В 1936 году посмертно был награждён Командорским крестом Ордена Возрождения Польши.
Похоронен в Кракове на Раковицком кладбище.

## Память
- В 1914 в Кракове установлен памятник Генрику Йордану, работы скульптора Я. Щепковского.
- В Кракове именем Генрика Йордана назван основанный им парк, который внесён в реестр охраняемых памятников Малопольского воеводства.
- В 1957 году почта Польши выпустила серию почтовых марок "Врачи", на одной из марок которой портрет Генрика Йордана.
- Имя Генрика Йордана носят специально оборудованные места (Йордановский сад) в польских населённых пунктах, предназначенные для игровых, воспитательных и образовательных детских, подростковых и школьных программ.
- Польское Общество друзей детей награждало до 2005 года педагогов и лиц, внесших значительный вклад в польскую педагогику медалью имени Генрика Йордана (награждено около 5 тысяч человек).